# Вранища (община Девол)
Вранища (на албански: Mançurisht или Vranishti, Вранищ) е село в Албания, в община Девол, част от административната област Корча.

## География
Селото е разположено в долината на река Девол, в североизточното подножие на планината Морава.

## История
Селото се споменава в османски дефтер от 1530 година като Ивранеще с 6 мюсюлмански ханета, 46 християнски ханета, 19 ергени християни и 1 вдовица християнка.
На Етнографската карта на Битолския вилает на Картографския институт в София от 1901 година Виранища е чисто албанско мюсюлманско село в Корчанската каза на Корчанския санджак със 75 къщи.
До 2015 година селото е част от община Прогър.